# Dolmen de Surgès
Le dolmen de Surgès est un dolmen érigé à Lavercantière dans le Lot, en France.

## Description
Le dolmen est situé dans le sud de la commune de Lavercantière dans le Lot, quasiment sur la frontière avec la commune voisine de Thédirac. Il tire son nom de Surgès, un lieu-dit de cette commune qui se situe un peu plus au sud-est. Il s'élève sur un pech, un endroit plat et surélevé, dans une zone de végétation arbustive, entre les ruisseaux de Pont-Barrat et de Malemont, peu avant leur confluence.
Il s'agit d'un dolmen à entrée latérale, laquelle est située au sud-est et est perpendiculaire à l'axe de la chambre. Cette dernière, longue d'1,55 m, est située à l'extrémité orientale d'un cairn très allongé de près 33 m de long sur 10 m de large. Le dolmen est assez ruiné : les dalles de couverture ont disparu ou sont tombées ; les supports subsistants sont en mauvais état.

## Histoire
Le dolmen est érigé au néolithique
Le site archéologique du dolmen de Surgès est inscrit au titre des monuments historiques par arrêté le 8 août 2013. Cette protection concerne un terrain situé sur les communes de Lavercantière et Thédirac ; elle est corrigée le 16 juin 2014 pour ne concerner qu'un terrain situé à Lavercantière.